# 鄱阳湖二桥
鄱阳湖二桥，又名都九高速公路鄱阳湖大桥，是中国江西省九江市一座高速公路斜拉桥，是都九高速公路都昌至星子段的关键控制性工程，横跨鄱阳湖老爷庙水域（素有“东方百慕大”之称），位于松门山以北约16公里处，距离鄱阳湖入江口约50公里，桥位以北约44公里为铜九铁路鄱阳湖大桥、以北约48公里为九景高速鄱阳湖大桥。大桥全长5,589（18,337英尺），是跨鄱阳湖最长的公路桥，也是中国高速公路跨内陆湖泊最长、跨径最长的斜拉桥；桥面标准宽度24.5（80英尺），主桥设置拉索区及检修道全宽28（92英尺）；主桥采用双塔五跨双索面组合梁斜拉桥方案，双向四车道高速公路标准，设计速度100公里/小时，沥青混凝土路面，汽车荷载等级为公路-Ｉ级；设计洪水频率达到300年一遇；通航等级为Ⅱ-（3）级；特大桥按Ⅶ度采取抗震设防措施。工程总概算约15.033亿元人民币，于2015年10月15日正式开工建设，建设工期30个月，2019年6月28日建成通车。

## 设计
- 主桥采用双塔双索面斜拉桥设计，跨径布置为：68.6+116.4+420+116.4+68.6米，主通航孔主梁采用钢-混凝土组合梁，主塔采用钢筋混凝土宝石形桥塔，塔高138（453英尺）[5]，主桥辅助墩及主、副通航孔过渡墩均采用箱形空心墩。
- 主桥采用梁、塔分离，并在主塔下横梁上设置支座的半漂浮体系。
- 副通航孔采用14×50米、37×50米跨先简支后连续的预应力混凝土连续T梁，副孔墩及副、引桥过渡墩均采用带盖梁的薄壁墩的桥型方案。
- 引桥采用19×35米、45×35米跨先简支后连续的预应力混凝土连续T梁，引桥墩采用带盖梁的薄壁墩的桥型方案。
- 桥梁基础均采用钻孔灌注桩基础。[1][3]

## 进程
- 2015年3月19日，江西省发展和改革委员会组织专家组对大桥技术设计进行了审查。
- 2015年5月15日，江西省发展和改革委员会批复江西省交通运输厅，同意大桥技术设计。[3]
- 2015年8月7日，江西省高速公路投资集团有限责任公司都昌至九江高速公路建设项目办公室公布大桥施工招标公告。[1]
- 2015年9月10日，大桥施工招标结束，都昌侧主桥及引桥长1,762.4米（C5标段）由中交路桥华南工程有限公司承建，星子侧主桥及引桥长3,817.6米（C7标段）由四川公路桥梁建设集团有限公司承建。[6]。
- 2015年10月15日，大桥正式开工建设。[7]
- 2016年8月7日，大桥正式更名为“鄱阳湖二桥”[8]。
- 2018年11月28日，鄱阳湖二桥正式合龙[9]。